# Витязь (бронепоезд Дальневосточной армии)
«Витязь» — бронепоезд Дальневосточной армии. 
Сформирован весной 1920 года на станции Карымская с экипажем из офицерской роты Волжской бригады.
В 1920 году при отступлении, бронепоезд отнят каппелевцами у семёновцев и переименован в «Витязь». При чём весь офицерский состав бронепоезда арестован по приказу генерала Молчанова по обвинению «в мародёрстве».
Боевое крещение получил в 1920 году при защите станций Урульга и Карымская. Произошло это после переговоров между Белым Правительством в Чите и «красным» командованием. Читинское Правительство было уверено, что мир уже почти подписан. Красные, тем временем, готовили новое наступление.
Первый удар «красных» нанесен на станции Урульга с целью захвата затем узловой станции Карымской. «Витязь» стоял на боевом участке с 1-м полком Добровольческой бригады. Метким огнём «Витязь» остановил красный бронепоезд «Товарищ Блюхер» и уничтожил его со всем составом, а затем артиллерийским огнём заставил цепи красной пехоты залечь. Это дало возможность 1-му Добровольческому полку занять лучшую позицию.
По условиям перемирия Читинского Правительства с красными, 3-й корпус походным порядком перешел по территории, занятой красными, из р-на Сретенска в район поселка и станции Борзя. Там же была расквартирована состоявшая в 3-м корпусе Волжская кавалерийская имени генерала Каппеля бригада.
Осенью 1920 года бронепоезд «Витязь» взорван экипажем при переходе китайской границы у разъезда 86.